# Sibaruang (Lumban Julu)
Sibaruang is een bestuurslaag in het regentschap Toba Samosir van de provincie Noord-Sumatra, Indonesië. Sibaruang telt 496 inwoners (volkstelling 2010).